# 狮子与太阳

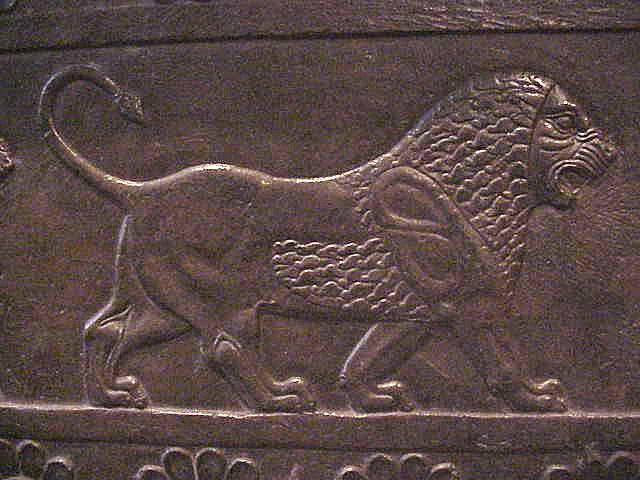
波斯波利斯遗址浮雕上的狮子，藏于芝加哥大学东方研究所

狮子与太阳（波斯語：‎，Šir o Xoršid）是伊朗的一个主要象征，并且在1846年到1980年间是伊朗国旗上的主要元素。这个在古代和现代都被不断描绘的主题在十二世纪时成为了伊朗的流行符号。狮日符号主要根据天文学和占星学结构绘制: 一种太阳在獅子宮的古老符号，最早可追溯至巴比伦人的巴比伦占星术和近东传统。
该主题有许多历史意义。首先，它是一个占星术和黄道兼有的符号。在萨非沙阿和早期几个卡扎尔沙阿统治时期，它与什叶派的联系日益紧密。在萨非王朝时期，狮日标志代表帝国的两大支柱——国家和伊斯兰宗教。它在卡扎尔王朝时期提擢为波斯的国家象征。十九世纪时，在卡扎尔沙阿庭院的欧洲游览者将狮日归类为遥远的古风；那时起，它引发了民族主义的解释。但在法特赫-阿里沙·卡扎爾和他的继任者统治时期，这一主题却被大幅修改了。一个皇冠也被添加到这个符号上以宣示王权。法特赫-阿里统治早期，伊斯兰对帝国的影响逐渐式微。这一转变影响了这一符号的象征主题。该符号的象征意义在卡扎尔时期与1979年革命时期间不停转变。狮子可解释为比喻阿里，也可解释为那些随时保护国家抵御外敌的英雄们，还可解释为王权的古老象征。太阳也可选择性解释为国王，傳說中的君主贾姆希德，或祖国。
该象征的许多历史解释为伊朗民族身份的象征竞争提供了坚实基础。二十世纪时，部分政治家和学者建议将诸如卡維之旗等其他物品设为国家象征，替代狮日。但是该标志却一直担任伊朗国家象征，直到1979年革命时狮子与太阳才被从公共场合和政府组织标识中抹去，代之以现在的伊朗國徽。

## 图集

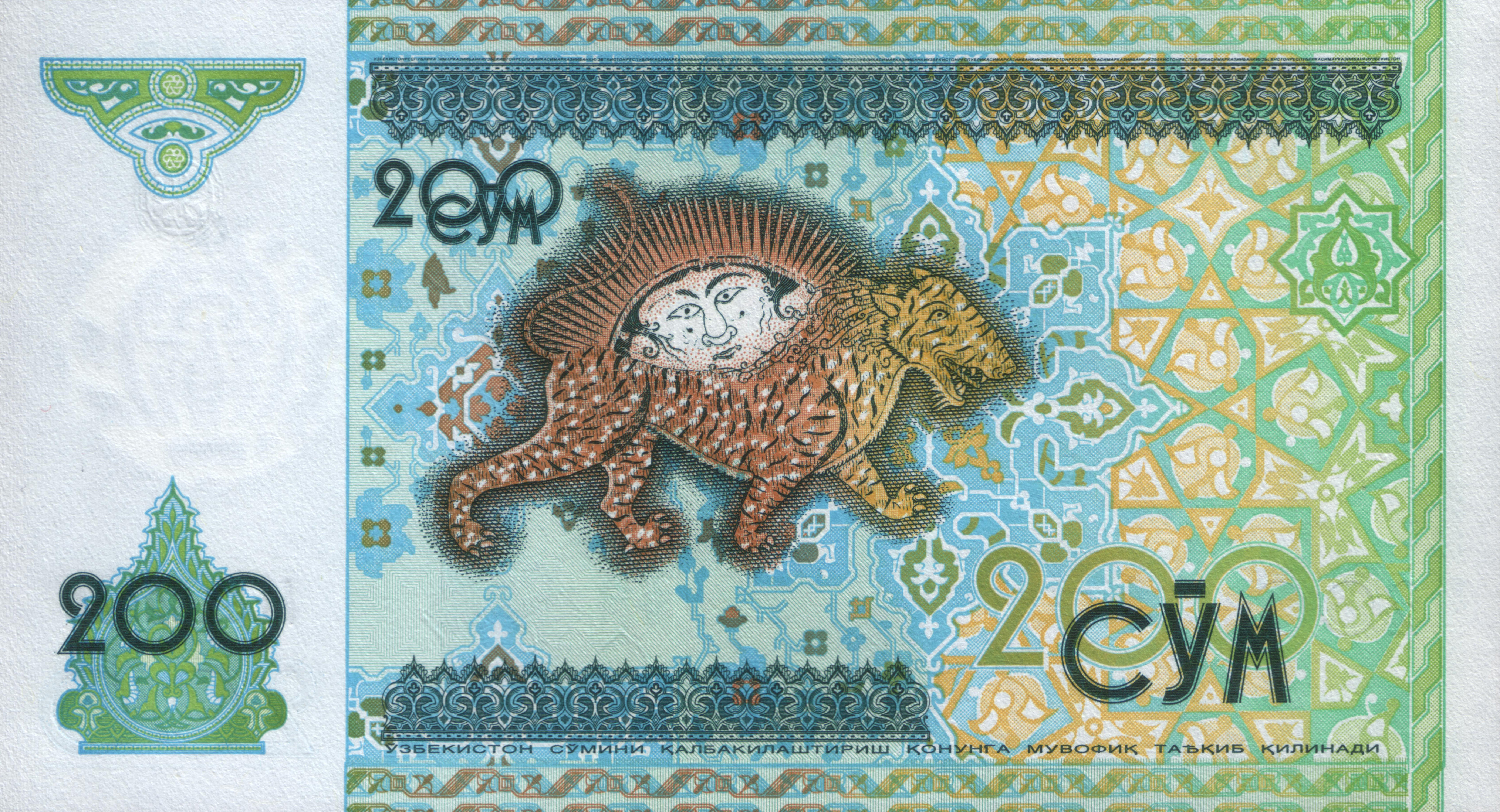
乌兹别克斯坦储备纸币。其上的狮日采自撒馬爾罕的狮门上的绘画。
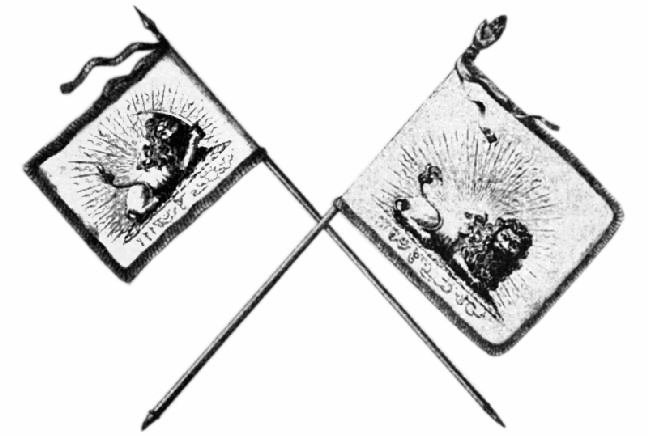
Drouville所绘的十九世纪早期伊朗国旗。
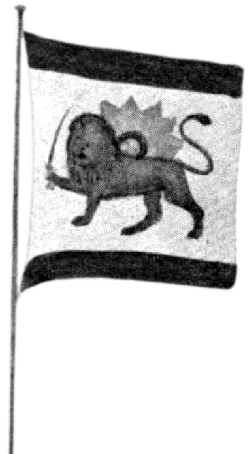
1886年的伊朗国旗，也被用在伊朗所有的国家或皇室机关建筑上。
1964年至1980年的伊朗國旗。
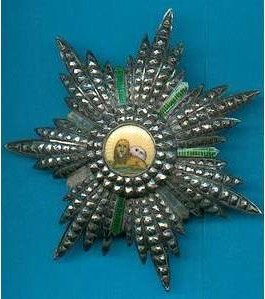
Aftab勋章，1902年制。
勋章，年制。
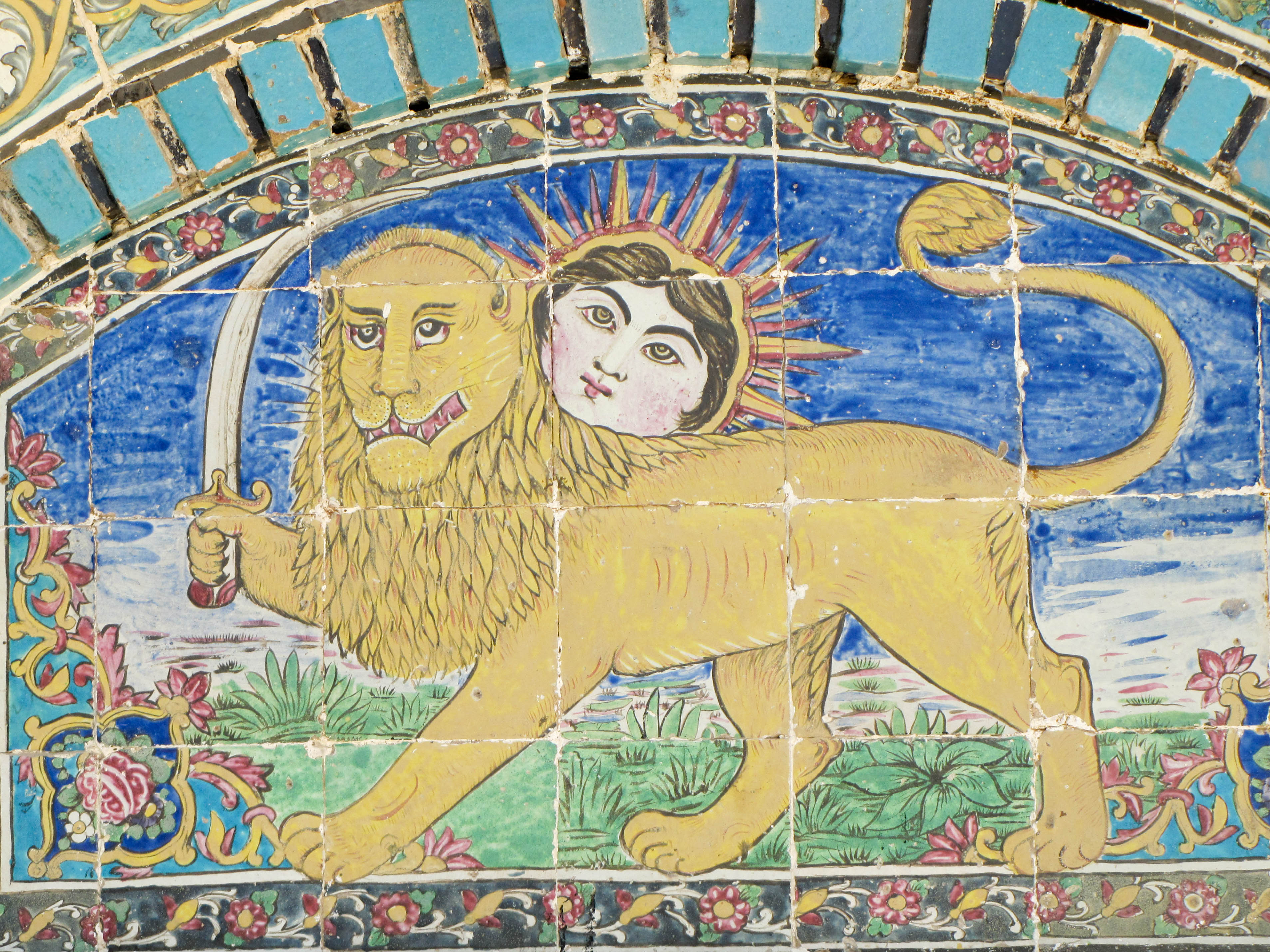
克尔曼沙赫的瓷砖装饰。
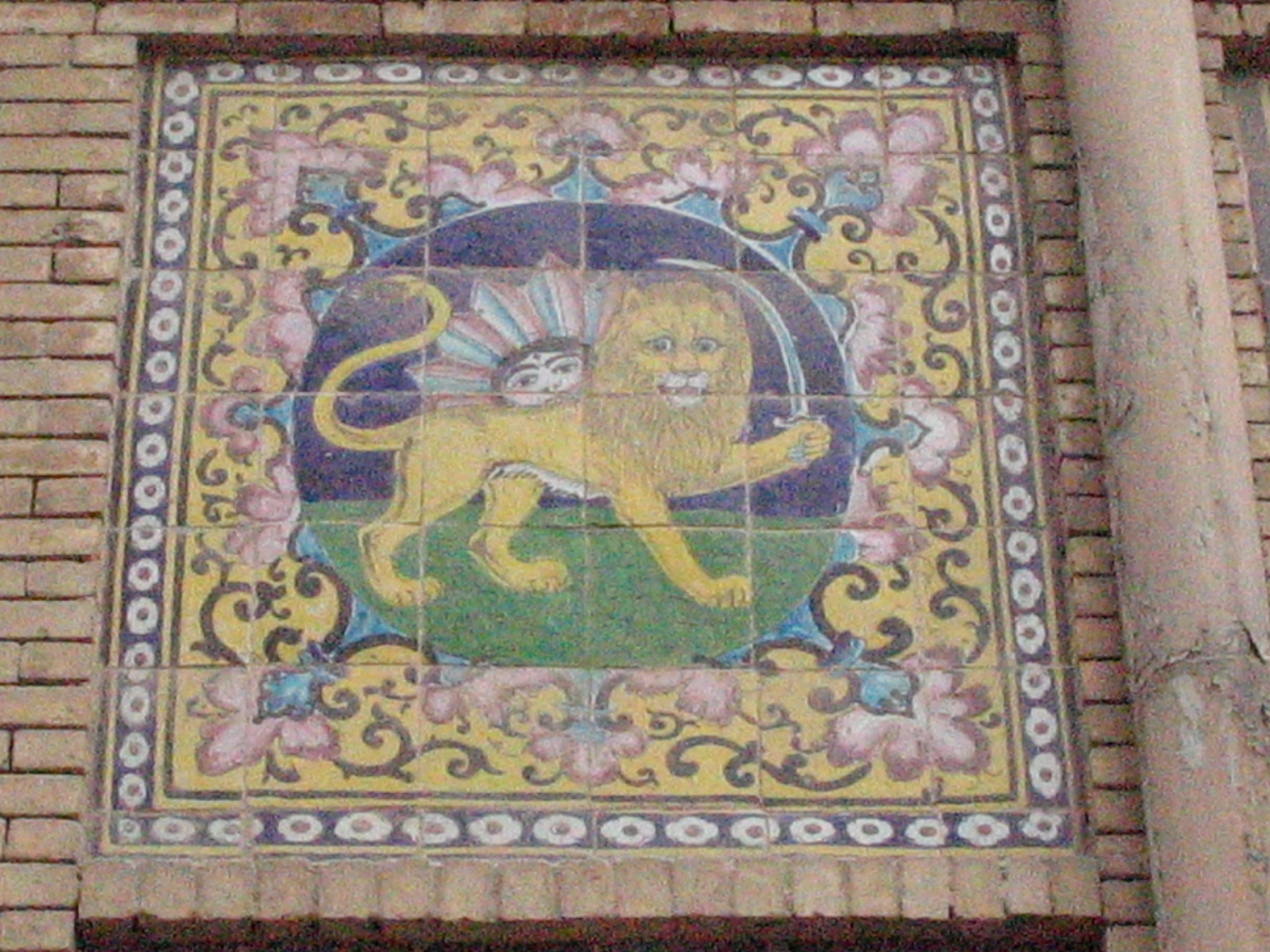
古列斯坦皇宫的瓷砖装饰。
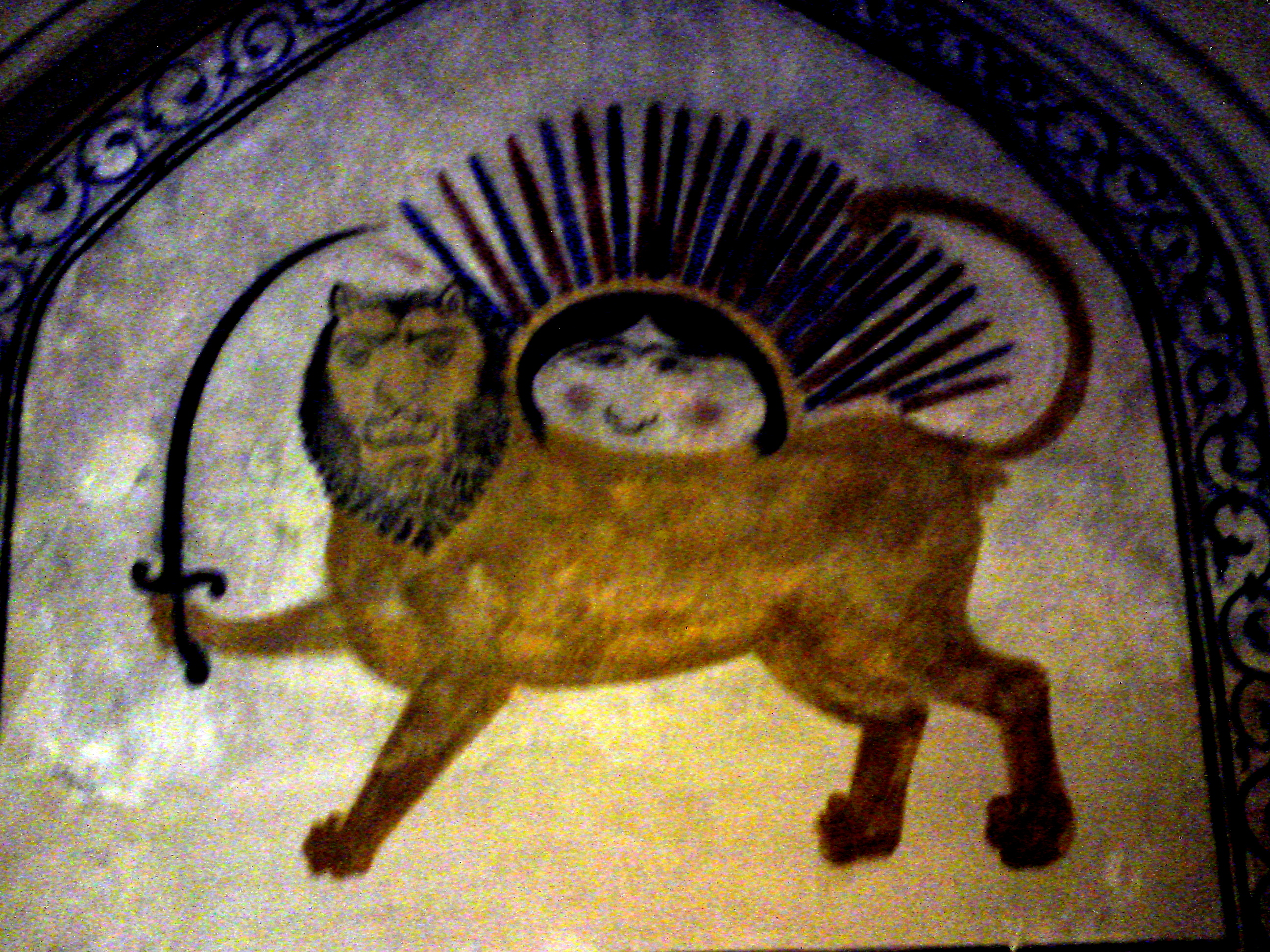
伊斯法罕某澡堂的瓷砖装饰。
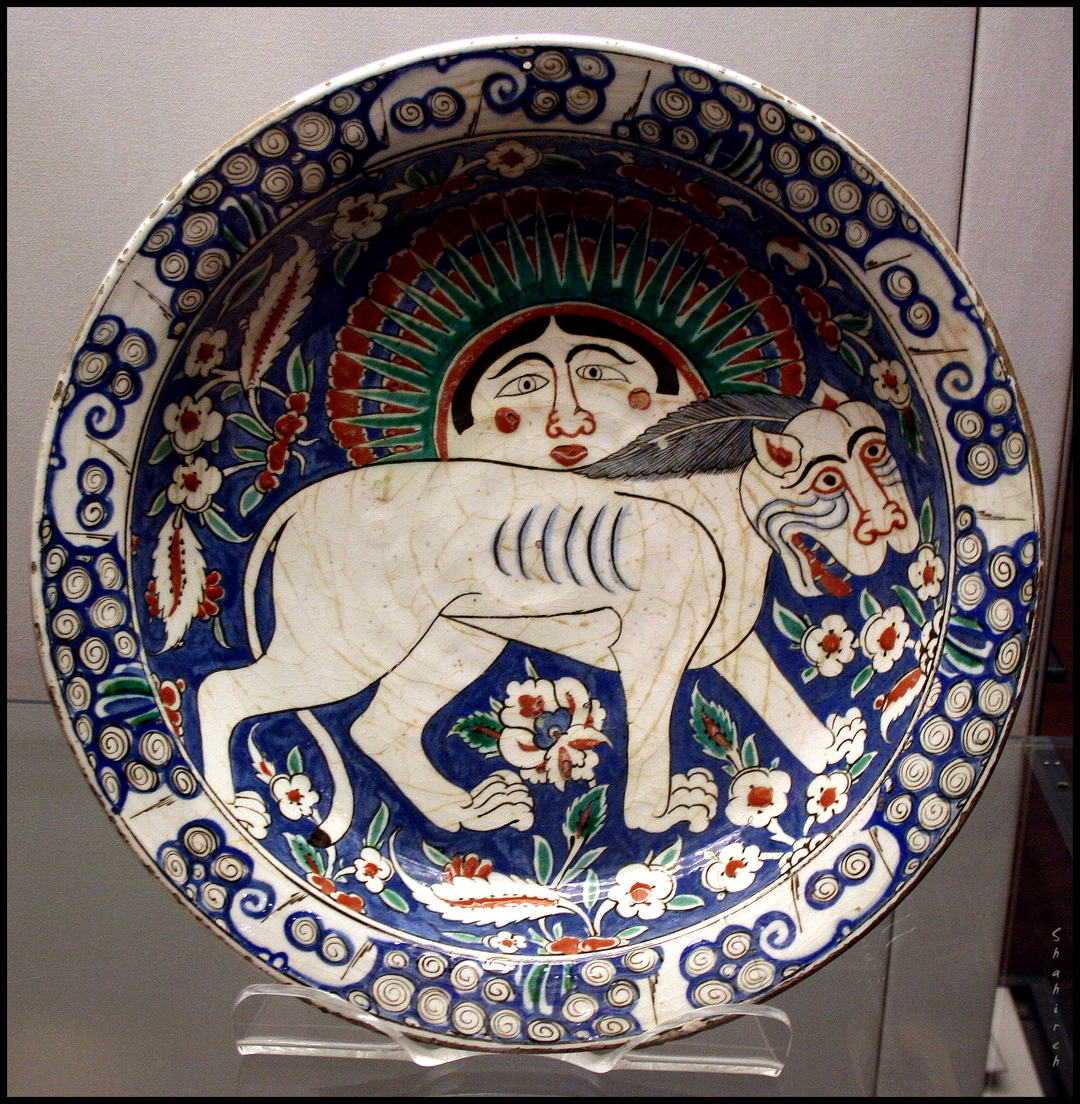
狮日盘，藏于大英博物馆
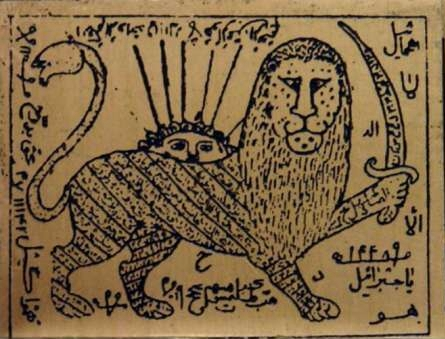
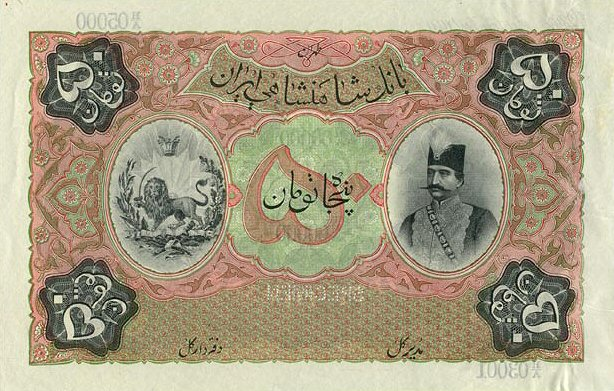
波斯纸币——50头曼，十九世纪中期印。
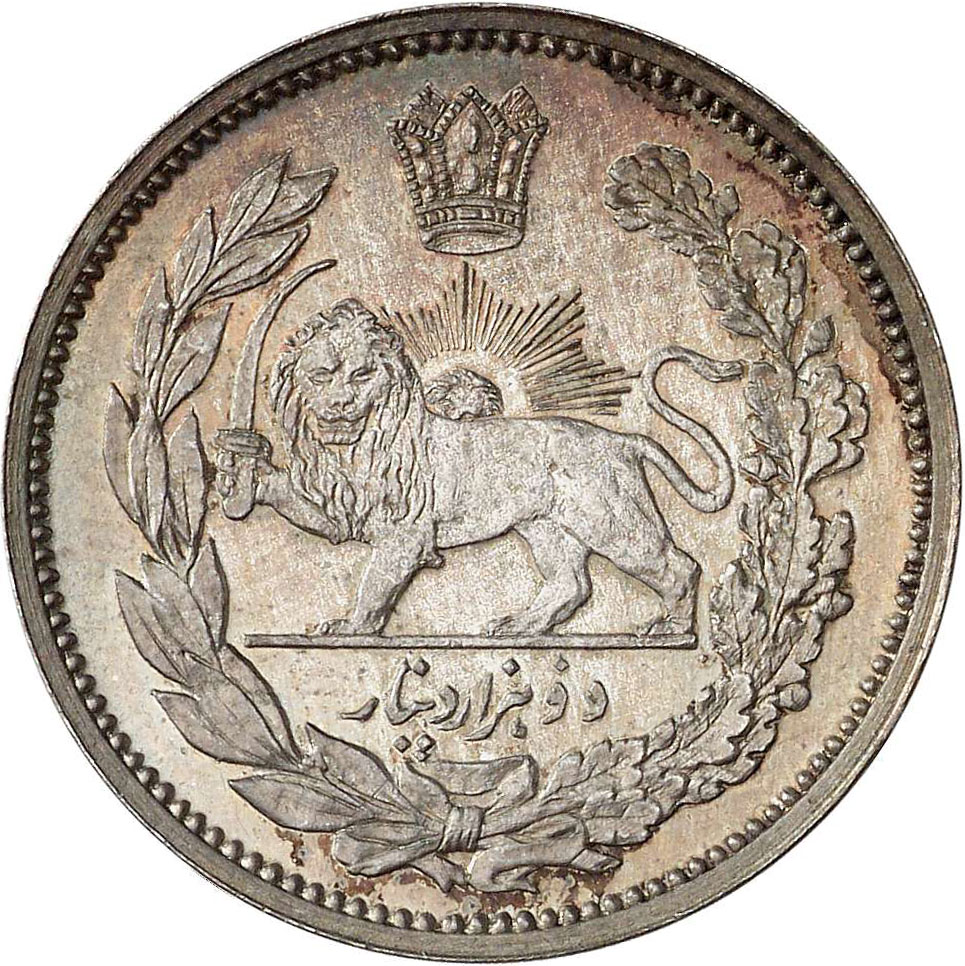
2000第纳尔硬币反面，包括狮日和皇冠，1326年铸造。
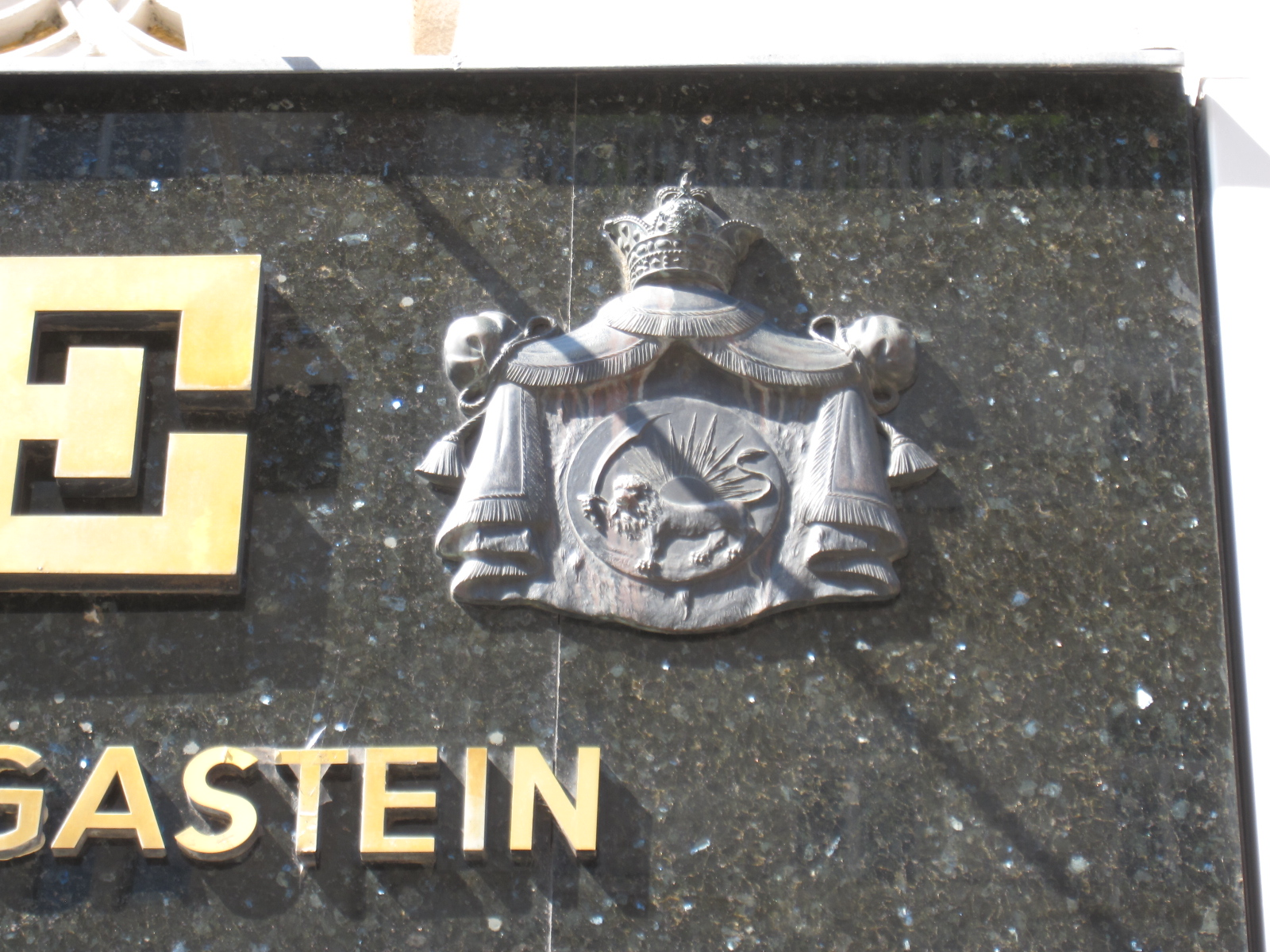
维也纳。
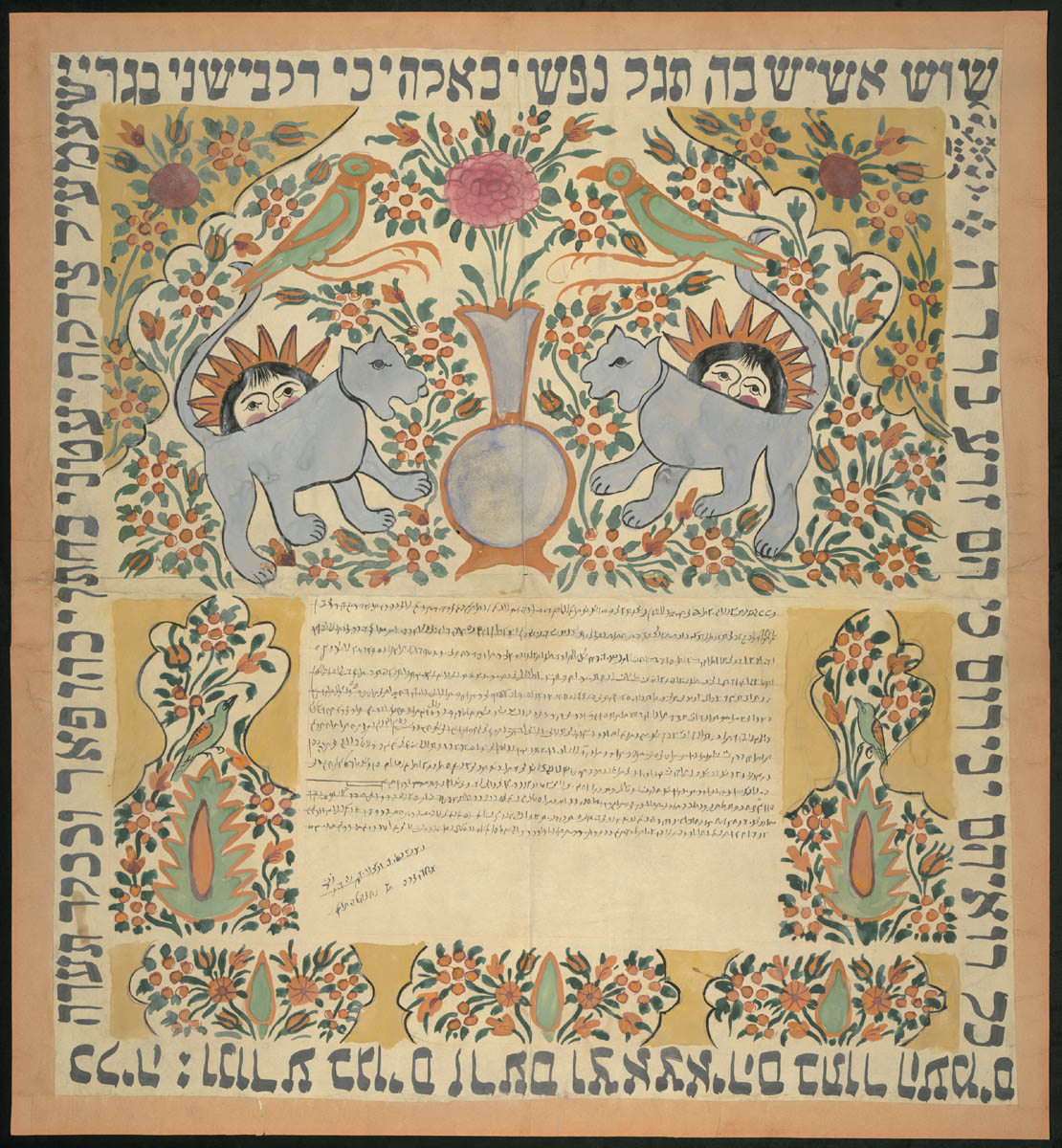
波斯婚约书，十九世纪四十年代。
伊朗紅獅與日會（英语：Red Lion and Sun Society）（今伊朗紅新月會（英语：Iranian Red Crescent Society））標誌
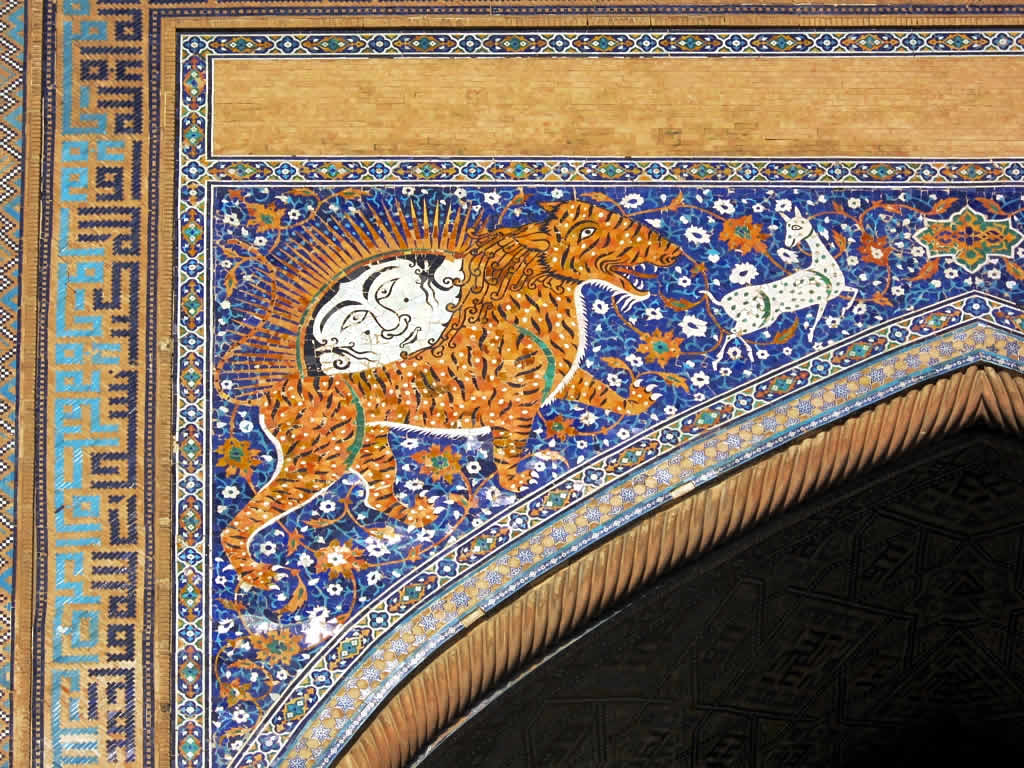
乌兹别克斯坦的马赛克版狮日。
阿塞拜疆人民政府徽章。

## 其他非伊朗变种

阿克尔
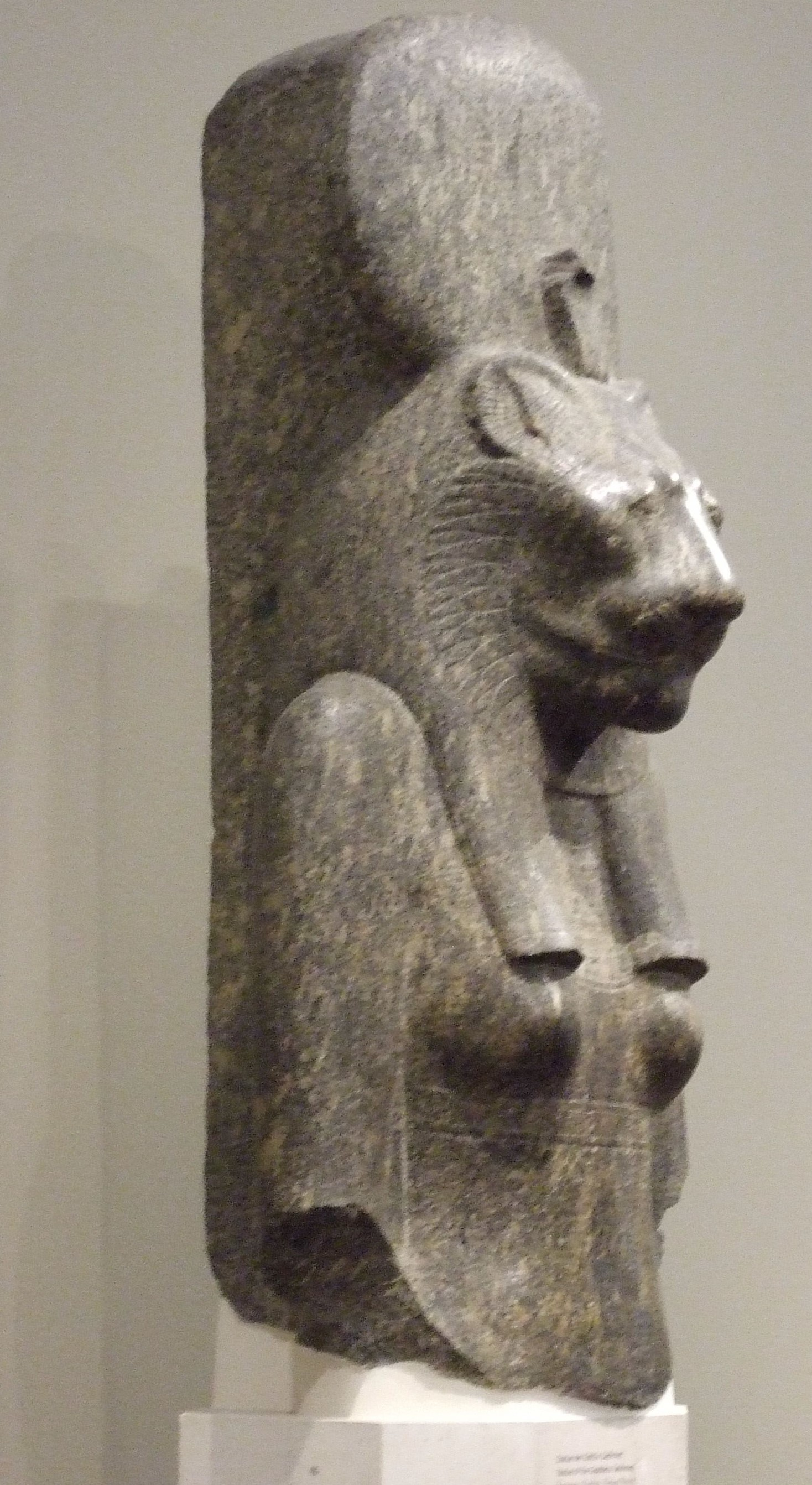
塞赫麦特
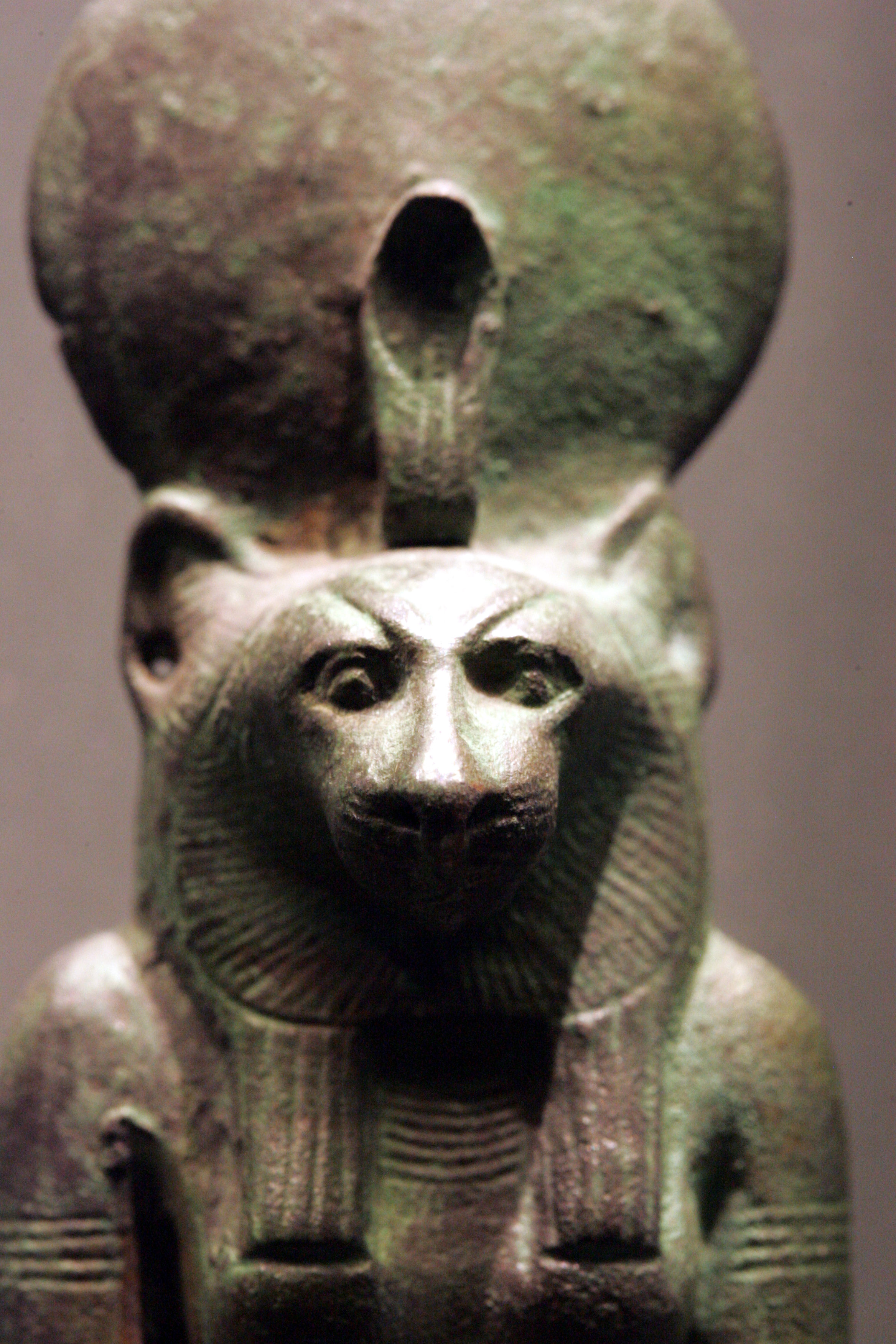
芭絲特
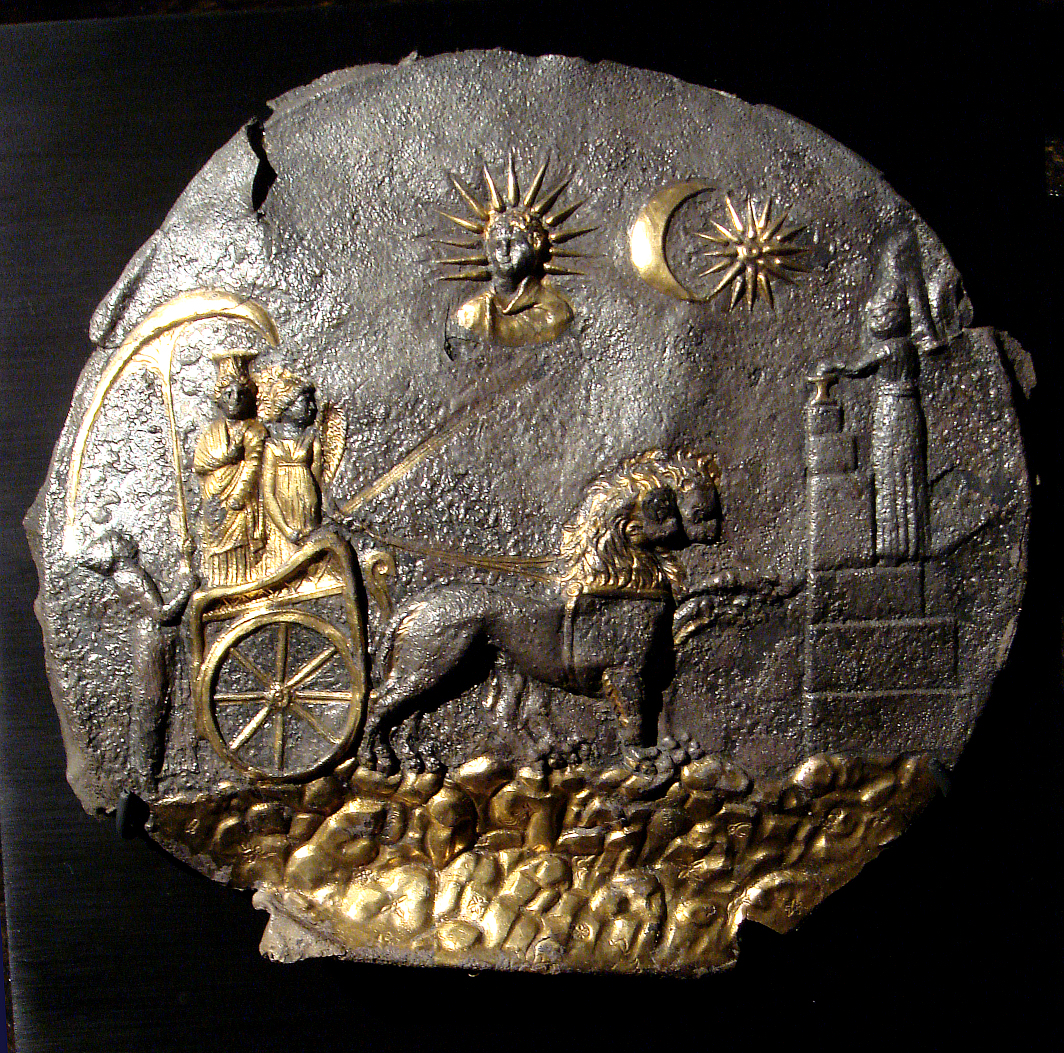
库柏勒
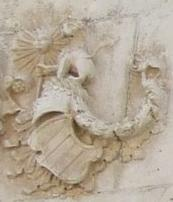
克格列維奇家族家徽
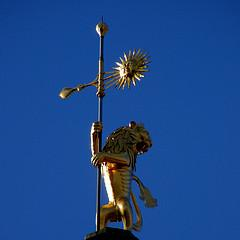
阿拉斯之狮
孔特勒克塞维尔市徽
阿尔比市徽
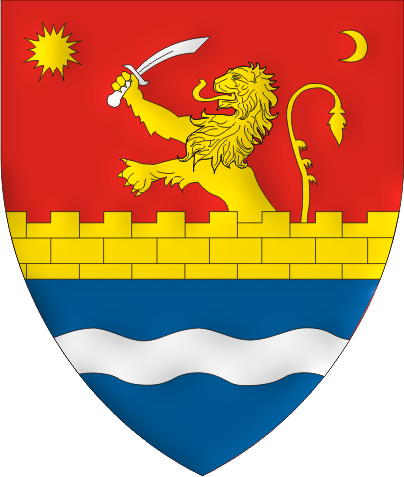
蒂米什縣县徽
斯里兰卡国徽
莫卧儿帝国国旗
埃塞俄比亚国旗（1897-1936；1941-1974）
黑山国徽
布莱松家族家徽

## 注解
1. 1 2 3 4  (Shahbazi 2001)
2. 1 2  (Kindermann 1986)
3. ↑  (Krappe 1945)
4. ↑  (Nafisi 1949)